# 恋の手本
「恋の手本」（こいのてほん）は、2014年3月5日に発売された山内惠介の15枚目のシングル。

## 解説
- ジャケットとカップリング曲が異なる黒盤、白盤、紅盤の3タイプをリリース。また、紅盤には通常盤と初回生産限定盤の2タイプがリリースされ、初回生産限定盤には封入特典として特製サイリウムと生写真1枚（全5種類）が付属されている[6]。
- 表題曲「恋の手本」は、山内の初主演舞台「曽根崎心中」の主題歌に使われた楽曲をリアレンジして再録音したもの[1]。
- 白盤のカップリングには、山内の初主演映画「山内惠介・THE歌謡ムービー 昭和歌謡危機一髪!」の主題歌「ただひとつの花」のライブバージョンを収録[2]。
- オリコンチャートでは9位に入り、初のTOP10入りを果たした。また、演歌・歌謡シングルチャートでは1位を獲得し3作連続の1位獲得となった[7]。

## 収録曲

### 黒盤
1. 恋の手本 (04:33)
作詞：岡本さとる／作曲：水森英夫／編曲：新田高史
2. 私のあなた (04:09)
作詞：坂口照幸／作曲：水森英夫／編曲：蔦将包
3. 恋の手本〜オリジナルカラオケ〜 (04:33)
4. 私のあなた〜オリジナルカラオケ〜 (04:08)

### 白盤
1. 恋の手本 (04:33)
作詞：岡本さとる／作曲：水森英夫／編曲：新田高史
2. ただひとつの花（ライブバージョン 2013 at 中野サンプラザ） (04:17)
作詞：松井五郎／作曲：水森英夫／編曲：伊戸のりお
3. 恋の手本〜オリジナルカラオケ〜 (04:33)
4. 恋の手本〜女性用カラオケ〜 (04:33)

### 紅盤
1. 恋の手本 (04:33)
作詞：岡本さとる／作曲：水森英夫／編曲：新田高史
2. 夢見る恋人たち (04:20)
作詞：仁井谷俊也／作曲：水森英夫／編曲：伊戸のりお
3. 恋の手本〜オリジナルカラオケ〜 (04:33)
4. 夢見る恋人たち〜オリジナルカラオケ〜 (04:19)